# Eric Löfberg
Eric Löfberg, född före 1725, död 20 december 1757, var instrumentmakare och organist i Strömsholms slottskapell. Löfberg hör till den nordtysk-svenska blandtraditionen och använde sig av Brelinmodellen inom klavikordtillverkning.
Han var även vargkarl för Lustig rote.

## Biografi
Löfberg arbetat 1745 hos orgelbyggaren Daniel Stråhle och reparerade under denna tid flera orgelverk. Han tillverkade även klaver.

## Instrument
Löfberg tillverkade både stråkinstrument och klaverinstrument. Den brelinska byggnadsstandarden för klavikord började användas direkt av Löfberg och Philip Jacob Specken. Men det kom att ta ända fram till 1756 innan de långa mensurerna slog igenom. Som klaverstämpel använde Löfberg en dubbelt liggande heraldisk lilja.
Eric Löfberg avled 20 december 1757.

### Orgel
| År   | Ursprunglig kyrka          | Stift    | Bild | Manualer | Pedal | Stämmor | Bevarad orgel/fasad | Övrigt                                                    |
| ---- | -------------------------- | -------- | ---- | -------- | ----- | ------- | ------------------- | --------------------------------------------------------- |
| 1741 | Björksta kyrka             | Västerås |      |          |       | 6       |                     | Reparerade orgeln 1741.                                   |
| 1740 | Odensvi kyrka, Västmanland | Västerås |      |          |       | 7       |                     | Reparerade orgeln 1740. Den hade satts upp 1679 i kyrkan. |

### Klavikord
| År   | Bild | Omfång | Klaverstämpel | Kortal | Oktavbredd | Vågbalk | Bakre tangentstyrning | Ådring | Övrigt |
| ---- | ---- | ------ | ------------- | ------ | ---------- | ------- | --------------------- | ------ | --- |
| 1753 |      | C-d3   | Liljevariant  | 2      | 161        | 1       | Fena av mässing       | 145/65 | Den är 142,9 cm lång och 40,5 cm bredd. Ägs av släkten Piper och finns idag på Ängsö slott. Signering: Förfärdigadt af E. L. uti W. Renoverats 1844 och 1852 av Löfgren i Västerås. |